# Timo Tolkki's Avalon
Avalon fue una banda de Metal creada en 2012 por el aclamado guitarrista finlandés Timo Tolkki (exmiembro de Stratovarius, y creador de Revolution Renaissance y Symfonia).
Musicalmente, el proyecto se enfoca en el power metal sinfónico con aires de música de Ópera. En el 2013 sale a la venta el disco debut denominado "The Land of New Hope" bajo el sello "Frontiers", y donde ha contado con la colaboración de músicos como Alex Holzwarth, Jens Johansson, Derek Sherinian, Elize Ryd, Michael Kiske, Russell Allen, Rob Rock, Sharon den Adel y Tony Kakko.

## Avalon
El 17 de mayo de 2013 la nueva banda de Timo Tolkki lanzó su primer disco The Land of New Hope por el sello Frontiers Records alcanzó el puesto número 7 en Finlandia. El álbum cuenta con los cantantes Elize Ryd, Rob Rock, Michael Kiske, Russell Allen, Sharon den Adel y Tony Kakko, la participación de músicos invitados Alex Holzwarth en la batería y Jens Johansson y Derek Sherinian en los teclados.
Tobias Sammet el líder de Avantasia, otra ópera de metal que tuvo su sexto álbum lanzado en marzo de 2013, recibió la noticia del propio proyecto de Timo Tolkki con sarcasmo inicial, que dice: Wow, alguien es extraordinariamente creativa aquí: el título, el ?! huéspedes, el momento ... ¡Qué curiosa coincidencia, ¿no es así, pero ha habido miles de metal óperas, sobre todo después de Avantasia Tal es negocio. "No son una gran cantidad de óperas de metal por ahí, y tengo que lidiar con eso. Si algo es muy exitoso o incluso no tiene éxito entonces otras personas pueden sentirse inspirados por él. Es Timo Tolkki (risas) ¿qué puedo decir, él es un gran tipo y él hace lo que hace. le deseo la mejor de las suertes.
Cuando se le preguntó acerca de si era consciente de que este proyecto se compararía con Avantasia, Timo respondió que "Nadie es dueño de una franquicia de 'óperas de metal", que en realidad no es un formato de ópera, ya que no tiene ningún diálogo real entre los cantantes.

## Avalon II
En octubre de 2013, Timo lanzó un sitio web la noticias para el proyecto en el que anunció la secuela de The Land of New Hope, que se titula actualmente Angels Of The Apocalypse. El elenco de músicos invitados se dará a conocer uno por uno. Simone Simons de Epica es la primera cantante confirmada. Floor Jansen de Nightwish interpretará el papel principal. También se anunció que los excompañeros de banda de Timo en Stratovarius, baterista Tuomo Lassila y el tecladista Antti Ikonen ellos encabezaran todas las pistas del nuevo álbum. Otros miembros serían Fabio Lione de  Rhapsody of Fire, nuevamente la cantante de Elize Ryd de Amaranthe, Caterina Nix y David DeFeis de Virgin Steele. Una gira europea está prevista para mayo de 2014, coincidiendo con el lanzamiento del álbum. Timo también anunció que habrá un concurso para los jugadores de guitarra y teclado, con los ganadores de tener la oportunidad de realizar un solo con él en una de las canciones.

## Músicos invitados

### Vocalistas
- Elize Ryd (Amaranthe)
- Michael Kiske (Unisonic, Place Vendome, ex-Helloween)
- Russell Allen (Symphony X, Allen-Lande, Adrenaline Mob, Star One)
- Rob Rock (Impellitteri, ex-Axel Rudi Pell)
- Sharon den Adel (Within Temptation)
- Tony Kakko (Sonata Arctica)

### Miembros estables
- Timo Tolkki - guitarras, bajo.

### Teclistas
- Derek Sherinian (ex-Dream Theater, ex-Black Country Communion)
- Jens Johansson (Stratovarius)
- Mikko Härkin (ex-Sonata Arctica, ex-Symfonia, Luca Turilli's Rhapsody)
- Antti Ikonen (ex-Stratovarius)

### Orquestaciones
- Sami Boman

### Bateristas
- Alex Holzwarth (Rhapsody Of Fire
- Tuomo Lassila (ex-Stratovarius)

## Discografía
Álbumes de estudio
| Título                     | Discográfica | Año  | Posiciones en Finlandia |
| -------------------------- | ------------ | ---- | ----------------------- |
| «The Land of New Hope»     | Frontiers    | 2013 | 7                       |
| «Angels of the Apocalypse» | Frontiers    | 2014 | 42                      |
| «Return To Eden»           | Frontiers    | 2019 | 7                       |
| «The Enigma Birth»         | Frontiers    | 2021 | 46                      |

## Videoclips
- Enshrined In My Memory (2013)
- Design The Century (2014)
- The Paradise Lost (2014)
- Hear My Call (2019)
- Promises (2019)
- Godsend (2019)
- The Fire And The Sinner (2021)
- Beautiful Lie (2021)
- Master Of Hell (2021)